# Aldo Galli
Aldo Galli (* 10. November 1906 in Como; † 6. März 1981 in Lugano) war ein italienischer Bildhauer, Dekorateur, Graphiker, Maler und Zeichner, der ab 1940 Mitglied der Künstlergruppe „Astrattisti Comaschi“ in Como war. Er arbeitete hauptsächlich in der Lombardei und im Piemont und näherte sich in seinen Werken der abstrakten Kunst. Er ist nicht identisch mit dem Schweizer Maler und Mosaikkünstler Aldo Galli (25. November 1905–26. Februar 1979).

## Leben
Galli war ein Sohn des Stadtangestellten Attilio Galli und dessen Frau Angela (geborene Castelletti, † 1918). Er besuchte ab 1917 das Gymnasium am Collegio Gallio in Como und erhielt dort Unterricht im Violinspielen. Er wurde jedoch bald von der Schule verwiesen, weil er seinen Mathematiklehrer, der ihn beim Zeichnen von Karikaturen erwischt hatte, mit einem Tintenfass beworfen hatte. Er war brachte sich künstlerischen Grundzüge zunächst autodidaktisch bei. Nach dem Tod seiner Mutter, die während einer Epidemie der Spanischen Grippe verstorben war, begann er im Atelier des Malers Luigi Binaghi (1890–1978) Lithografie, Malerei und die Zeichenkunst zu erlernen und die Abendzeichenschule des Stoffdesigners Maestro Mattoni zu besuchen. Zehn Jahre lang verfeinerte er seine Techniken, betätigte sich als Dekorateur oder erteilte anderen Künstlern Unterricht. 1921 nahm er an Abendkursen in der Kunstgewerbeschule (italienisch Scuola d’arti e mestieri „G. Castellini“) teil. Mit der Hilfe Castellinis, seines Zeichen- und Plastiklehrer, bekam er eine Lehrstelle bei de Firma Mazzi in Como, die sich auf Dekorationen in Zement und Stuck spezialisiert hatte. In dieser Zeit begann er sich intensiv mit der Modellierung mit Ton zu beschäftigen und bemühte sich darum im Atelier des Bildhauers Pietro Clerici aufgenommen zu werden.
1923 kam er nach Mailand, um als Dekorateur für die Firma Ferradini zu arbeiten und studierte in Abendkursen Malerei und Graphik an der Accademia di Belle Arti di Brera sowie Kurse in plastischer Gestaltung an der Hochschule für Angewandte Kunst (italienisch Scuola superiore d’Arte applicata) im Castello Sforzesco. Er ging 1926 nach Rom, um dort die Fakultät für Architektur zu besuchen. Durch den plötzlichen Tod seines Vaters gab er dieses Vorhaben auf und siedelte sich in Turin an, wo er in die Stuckateurfirma „Riva e Mesturino“ eintrat, die jedoch nach kurzer Zeit bankrottging. Er kehrte 1929 nach Mailand zurück, führte dort Stuckdekorationen für Privathäuser aus und wirkte als Mitarbeiter des Ateliers von Carlo Broggi an der Ausführung der Betonfriese des neuen Hauptbahnhofs mit. Nach der Erledigung eines Auftrags von Broggi, der ihn 1931 nach Brescia geschickt hatte, um sich um die Dekoration einiger Räume einer Versicherungsanstalt zu kümmern, kehrte er nach Como zurück.
Hier war an den künstlerischen Bewegungen um den rationalistischen Architekten Giuseppe Terragni und die abstrakten Maler Manlio Rho und Mario Radice beteiligt. Weitere bekannte Mitglieder waren Carla Badiali und Carla Prina. Neben der Bildhauerei schuf er Gemälde von Landschaften. Ab 1936 schuf er abstrakte Skulpturen aus Glas, Eisen und Beton und gab am Gymnasium „Carlo Annoni“ in Erba Kurse im Zeichnen. Zwischen 1937 und 1940 fertigte er weitere Skulpturen und entwarf Stoffe, um sich seinen Lebensunterhalt zu verdienen. Sein erstes abstraktes Gemälde in Öl malte er 1940 und versuchte sich anschließend auch mit anderen Techniken wie Aquarell, Enkaustik oder Tempera. Nach dem Ende des Krieges beschäftigte sich Galli mit der Gravur (Holzschnitt, Lithographie und Radierung) und war als Restaurator von Gemälden, Büchern und antiken Drucken tätig. Im Jahr 1966 entdeckte er bei der Restauration einer Tuschezeichnung von Antonio Sant’Elia eine bisher unveröffentlichte Zeichnung. Er war bis zum Ende der 1970er Jahre aktiv und galt als einer der ersten abstrakten italienischen Bildhauer.

## Ausstellungen (Auswahl)
- 1933: Jahresausstellung des faschistischen Provinzverbandes für bildende Künste (italienisch Sindacato provinciale fascista di belle arti) (Hier stellte er eine Büste seines Jugendfreundes Rho und ein Flachrelief mit einem mythologischen Thema aus).
- 1947 bis 1950: Salon des Réalités Nouvelles in Paris (abstrakte Skulpturen und Gemälde)
- 1949: Exposition du livre italien im Musée des Beaux-arts in Lausanne (einige Stiche, als einziger Vertreter der Gruppe Como)
- 1966: Teilnahme an der Biennale von Venedig

## Ehrungen / Mitgliedschaften
- 1979: Goldmedaille der Provinzverwaltung Como für seine künstlerischen Verdienste
- Nach seinem Tod änderte das Institut „Leone Leoni“ in Como, dessen Direktor er gewesen war, seinen Namen und wurde ihm zu Ehren in „Akademie der Schönen Künste Aldo Galli“ (italienisch Accademia di belle arti ‚Aldo Galli‘) umbenannt[6]
- Galli war Mitglied der Associazione Bianco e nero e Ex-libris (BNEL) in Como